# 七万山駅
七万山駅（チルマンサンえき、칠만산역）は、朝鮮民主主義人民共和国の鉄道駅である。黄海南道新院郡に位置している。